# Pyrinia pastazzata
Pyrinia pastazzata là một loài bướm đêm trong họ Geometridae.